# 山のあなた〜徳市の恋〜
『山のあなた〜徳市の恋〜』（やまのあなた とくいちのこい）は、2008年公開の日本映画。
清水宏監督による1938年公開の映画『按摩と女』のリメイク作品。
"心の入浴料"と題し、全国の劇場での1000円興行が実現した。

## キャスト
- 草彅剛 … 徳市
- 加瀬亮 … 福市
- マイコ … 三沢美千穂
- 広田亮平 … 大村研一
- 堤真一 … 大村真太郎
- 宮永リサ … お春
- 黒川芽以 … お菊
- 津田寛治 … 鯨屋番頭
- 三木俊一郎 … 喜太郎
- 田中要次 … 亀吉
- 森下能幸 … サワ金造
- 三浦友和 … 鯨屋主人
- 渡辺えり子 … お秋
- 松金よね子 … 按摩宿泊所女将
- 洞口依子 … お凛
- 轟木一騎 … 学生北村
- 阿部ジュン … 学生河村
- 大山健 … 学生杉原
- 白仁裕介 … 学生足立
- 野村佑香 … 大学生光子
- 尾野真千子 … 大学生

## スタッフ
- 監督・編集：石井克人
- 製作者：亀山千広
- 企画：大多亮、飯島美智
- エグゼクティブプロデューサー：清水賢治、島谷能成
- プロデュース：谷口宏幸、松崎薫、和田倉和利
- 脚本：清水宏
- 音楽：緑川徹、中川俊郎
- VFXプロデューサー：石井教雄
- 撮影：町田博
- 照明：木村太郎
- 録音：森浩一
- ミニチュア：マーブリング・ファインアーツ
- 制作プロダクション：シネバザール

## あらすじ
徳市は前を歩く人の数や性別も当てる鋭い勘の持ち主であり、山の温泉場へ向かう彼の脇を、馬車が駆け抜けていく。そこには、東京から来た女の三沢美千穂、大村真太郎とその甥の研一らが乗っていた。温泉場の按摩宿泊所に着いた徳市に、さっそく仕事の声がかかる。宿屋の鯨屋で待っていたお客は、美千穂だった。何かに怯えている気配の彼女に、徳市はこころ惹かれるものを感じた。翌日も、美千穂から指名を受ける徳市だが、彼女は徳市の勘を試そうと通りで身を潜める。